# باوزمونت
باوزمونت (به فرانسوی: Bauzemont) یک کمون (فرانسه) در فرانسه است که در canton of Lunéville-Nord واقع شده‌است. باوزمونت ۶٫۳۲ کیلومتر مربع مساحت دارد ۲۲۴ متر بالاتر از سطح دریا واقع شده‌است.